# Ghost Master
Ghost Master es un videojuego desarrollado por Sick Puppies y distribuido por Empire Interactive en 2003 para PC, y posteriormente para PlayStation 2 y Xbox (llamándose Ghost Master: The Gravenville Chronicles).

El juego también fue lanzado para Mac y publicado por Feral Interactive.

## Trama
La trama del juego se desarrolla en la ciudad ficticia de Gravenville. El jugador está en la piel de un Ghost Master, y su objetivo es controlar a diversos fantasmas para asustar a los "mortales" de Gravenville.
El juego está dividido en tres actos, y cada uno contiene varios escenarios en los que se desarrollan las misiones.
Al comienzo hay un vídeo de introducción, en el cual se muestra la universidad abandonada Ghoul Room (que es el cuartel general del Ghost Master y sus fantasmas). Unos jóvenes mortales han ido a la mansión, de noche, a realizar espiritismo con una ouija.

El ambiente estaba en calma, pero de pronto aparecen fantasmas por todo el lugar aterrorizando a los jóvenes, quienes huyen despavoridos.
Tras la introducción, el jugador ya puede comenzar en la primera misión del Acto I. Esta cuenta con un tutorial (puede activarse en el menú de opciones) que enseña al jugador lo básico.

## Secuencia de juego
- Acto I

- Haunting 101
- Sesión de espiritismo
- Terror en Calamityville
- La invocación

- Acto II

- Uno de los muertos
- Sospechosos inhabituales
- Mascarillas y escobas
- Fenómenos extraños
- El fantasma de las operaciones
- El proyecto del gnomo de Blair

- Acto III

- Spooky Hollow
- Atrapa-Fantasmas
- La chaqueta letal
- ¿Qué hay sobre el nido del cuco?

- Apéndice

- Class of Spook 'em High

### Epílogo
En el juego original de PC, cuando el jugador terminaba la última misión (¿Qué hay sobre el nido del cuco?), recibía la enhorabuena y, acto seguido, se mostraba una secuencia de 46 segundos (créditos aparte), en la cual el narrador exponía que los Atrapa-fantasmas habían colocado una bomba de éter en un tren, el Gravenville Express. Cuando la bomba detonase, eliminaría por completo toda la energía astral y espiritual de Gravenville. De esta forma, en la secuencia se alerta al jugador del peligro y de la necesidad de desactivar la bomba cuanto antes. Al final, el tren se aleja con los Atrapa-fantasmas dentro, y un letrero reza Continuará...

La susodicha misión jamás vio la luz, sino que se quedó en su fase de desarrollo (al igual que otras misiones que no fueron incluidas en la versión final).
No obstante, debido a las peticiones de los fanes, fue lanzado un parche en septiembre de 2003 que contenía una misión adicional a modo de epílogo. El parche venía incluido en un CD extra de la edición limitada de Ghost Master (sólo en Reino Unido). Aún se puede encontrar en venta a través de eBay o Amazon, por un precio normalmente de £4.95 (libras). El parche también está disponible en internet para descargar gratuitamente, aunque sólo funciona en la versión británica del juego.
Actualmente, la versión de Steam de Ghost Master incluye la misión adicional en todos los idiomas, pese a que se han eliminado todas las frases del narrador (dado que no fueron dobladas). La misión aparece como apéndice cuando el jugador termina el juego.

## Mortales
En Ghost Master, los mortales son el objetivo del jugador, a los cuales tiene que asustar y atormentar por medio de los fantasmas.
Tienen tres características:

- (M) Miedo: El miedo aumenta conforme el jugador asusta al mortal. Cuando llega al límite, el mortal huye despavorido y una X aparece sobre su casilla. El límite de miedo varía con cada mortal.
- (L) Locura: La locura sólo puede aumentarse por medio de poderes concretos. Si llega al límite, el mortal se volverá loco y se moverá frenéticamente por el lugar, asustando a su vez a otros mortales. Aparecerá un símbolo sobre su casilla. Volver loco a un mortal equivale a asustarlo por completo, aunque otorga más puntos cuando la misión finaliza.
- (C) Creencia: La creencia en los fantasmas determina la efectividad que tendrán los poderes sobre los mortales. Cuando más alta es, más fácilmente se asustarán. La creencia puede aumentarse gracias a algunos poderes.

Al hacer click en la casilla de un mortal, se puede observar al mismo así como su ubicación. También hay una pequeña biografía donde vienen indicadas las fobias del mortal (si se han descubierto previamente gracias a algún poder revelador).
Algunos mortales poseen defensas contra los fantasmas. (Véase la sección Peligros)
La lista total de mortales es la siguiente:

Familias
- Familia Hutz: Carol-Anne Hutz, Grampa Hutz, Grandma Hutz, Boby hutz, Steve Hutz, Diane Hutz, Greg hutz, Marcia Hutz

- Familia Hamner: Jonh Hamner Sr., Jonh Hamner Jr., Olivia Hamner, Ben Hamner, Elizabeth Hamner, Esther "Grandma" Hamner, Erin Hamner, Zebulon "Grandpa" Hamner, Mary Ellen Hamner, Jim Bob Hamner

Comisaría
NOTA: "ofcc." = oficcer (en inglés "agente de policía"), "srg." = sargento
- Policías: Detective Norman Franz, Srg.Stan Prosky, Ofcc.Megan Russo, Ofcc.Crate Krouse, Ofcc.Andrew Haid, Ofcc.Robin Sutton, Cap.Frank Travanti

- Testigos y denunciantes: Ursula Kudrow, Julie Wu, Magenta Quinn, Steve Hutz, Diane Hutz, Carol-Anne Hutz

- Encarcelados: Dr.Krauss, Cameron Shaft, Homer Clinton, Smmiley O'Conner, Ted gable, "Obi wan" Shinobi, Matt Burke, "Weassel" Stratton

- Otros: Dra.Brunner

Hospital
NOTA: Nurse = Enfermera /// Orderly = Asistente (mantenimiento)
- Médicos: Dr.Victor Begley, Dr.Mark "Kit" Daniels, Dr.Seth Greendwood, Dra.Cathy Winnery, Dra.Annie Sikes

- Enfermeras: Nurse Shirley Bry, Nurse Sandy Hodge, Nurse Gina Maris, Nurse Annie Walker, Nurse Helen Pickles, Nurse Julie Keenan, Nuse Lucy Savidge, Nurse Milder Fletcher, Nurse Golerie Valged

- Personal: Ordely Luther Launeville, Ordely Paco Lacamara

- Pacientes: Jimmy Dowd, Kevil Caulker, Ricco Frost, Mark Drake, William Gorman, Bill Hudson, Cynthia Dietrich, Jenette Vasquez, Corporal Colette Ferro, Paul Burke

- Locos del manicomio: Jack McMurphy, Barton Turturro, Jerry Slizzer, Leon Compowsky, Bruce Elm

- Otros: Dra.Brunner, Dr.Krauss

Fraternidades
- Kappa Lambda: Karen Fuller, Dorothy "Tootie" Conh, Nancy Schachte, Natalie Conh, Joanna Fields, Blair Whelchel, Cindy Haddock, Ally Mcstick, Helen Hihgwater, Felicity Farnsworth

- Alfa Tau: Ted gable, Tony Tupulo, Matt Burke, "Obi wan" Shinobi, "Weassel" Stratton, Gregg Marmalade, Pluto ' Plutarsky, Brad de Vries, Gary hall, Wyatt Mitchell-Smith, Chett Paxton

El barco
- Personal: Cap.Merril McLeon, Julie Tewes, Eddie Venus, Jude Klous

- Mafiosos: Don Bartolomeow, Ray Hill, Tony Bunz, Frank Batts, Joe de Vito, Robert Conway

- Otros: Jessica Lovejoy, Karen Bracco

La base militar

NOTA: Private = Soldado /// Corporal = Cabo /// Sergeant = Sargento /// Colonel = Coronel
- Militares: Private Odessa Ballis, Private Jamie Klinger, Private Lynette Griffin, Private Timothy Jones, Private Mike Hunnicut, Private Mary Glass, Private Goldie Benjamin, Private Jeff Straminsky, Private G.W. Rizzo, Private Larry Burns, Corporal Loretta Howlihan, Corporal Gary O'Reilly, Corporal David Winchester III, Sergeant Allan Pierce, Gunnery Sergeant Ermey, Sergeant-Major Windson Williams

- Sacerdote: Father William Mulcahy

Otros mortales
- Gente de la granja: Yancy Donner, Ice Conckley, Earl Walton, Randy Miller

- Estudiantes: Sarah Knowy, Richard Getley, Bruce Elm, Heather Myrick, Josh Myrick, Mike Sanchez

## Peligros
Existen ciertos mortales que poseen la habilidad de detectar y desterrar a los fantasmas del jugador, convirtiéndose así en uno de los pocos peligros (hazards) del juego.
Cuando un fantasma está siendo detectado, una exclamación amarilla parpadea sobre su casilla. Si el fantasma está siendo capturado, la exclamación será roja. Si el fantasma es desterrado, aparecerá una X y no podrá usarse más durante esa misión.
Estos mortales "especiales" están presentes en pocas misiones.
- Vidente - Beatriz Leash
  - Aparece en: Fenómenos extraños

- Brujas - Michelle Ridgemont, Susan Sporfod, Cherd Merford
  - Aparecen en: Mascarillas y escobas

- Sacerdote - Father William Mulcahy
  - Aparece en: La chaqueta letal

- Atrapa-fantasmas - Laurence Murray, Raymond Akroyd, Dra.Maureen Ramis
  - Aparecen en: Fenómenos extraños, El fantasma de las operaciones, Atrapa-fantasmas, Class of Spook 'em High

Además, los Atrapa-fantasmas disponen de varios artilugios para combatir a los fantasmas:

- Las llamadas salas astrales. Consiste en un aparato similar a un ventilador, el cual emite un aura (de un determinado color) que envuelve una sala o conjunto de salas, creando así una zona anti-fantasmas. Mientras el aura esté activa, el jugador no podrá colocar ningún fantasma en esa zona. De la misma forma, si hay un fantasma dentro del aura, se quedará atrapado a no ser que el jugador logre desactivar el aparato que emite el aura.

- Las alarmas son pequeños radares que, cuando detectan actividad fantasmal (usar habilidades de los fantasmas), comenzarán a hacer ruido para alertar a los Atrapa-Fantasmas.

- Los generadores otorgan energía eléctrica a otros aparatos (como las alarmas y los "ventiladores" que emiten auras) por medio de cables.

- DAE (Dispositivo de Almacenamiento de Ectoplasma) aparece en la misión Atrapa-Fantasmas del Acto III. Consiste en una especie de cárcel para fantasmas. En la misión, el jugador debe hallar la forma de destruirlo para liberar a los fantasmas atrapados.

Cabe destacar que, en las misiones donde aparecen salas astrales, éstas están divididas en diferentes secciones o áreas y se distinguen por colores (verde, azul y rojo) *

Por tanto, hay tres aparatos emisores de aura diferentes repartidos por el escenario, cada uno de un color. Al destruir, dañar o estropear uno de estos aparatos, todas las zonas afectadas por esa aura quedarán anuladas temporalmente.

En algunos casos, el aparato puede destruirse (lo cual acaba permanentemente con el aura), pero en otras ocasiones sólo puede ser estropeado de forma temporal (y ser reparado por un mortal).

De la misma forma, si el jugador daña o destruye un generador eléctrico, también se verá afectado cualquier aparato conectado a ese generador.
*Nota: En la misión del epílogo Class of Spook 'em High, existe además un aura amarilla. También en esta misión, los Atrapa-fantasmas crean un hombre gigante de helado, el cual es capaz de detectar y desterrar a cualquier fantasma esté donde esté. Para derrotarlo, basta con usar el poder "hoguera", "horno", "infierno" o "antorcha humana" (en el exterior), por lo que se derretirá. Este hombre de helado es una parodia al Hombre de Malvavisco de la película Cazafantasmas.

## Fantasmas
Los fantasmas del juego y cuándo son desbloqueados:
- Inicio del juego

- Boo

- Clatterwaws

- Shivers

- Gastly

- Cogjammer

- Stonewall

- Aether

- Misión #1

- Weatherwitch

- Misión #2

- Lucky

- Terroreyes

- Wendel

- Misión #3

- Static
- Arclight
- Maxine Factor

- Misión #4

- Whisperwind

- Raindancer

- Moonscream

- Interludio - Acto II

- Hypnos

- Buck

- Quiver

- Misión #5

- Fingers

- Knuckles

- Flash Jordan

- Wavemaster

- Misión #6

- Banzai (secreto)

- Blue Murder

- Electrospam

- Misión #7

- Hogwash

- Firetail

- Tricia

- Misión #8

- Hard Boiled

- Misión #9

- Harriet

- Daydreamer

- Brigit

- Misión #10

- Sparkle

- Blair Wisp

- Interludio - Acto III

- The Painter

- Carter

- Lady Rose

- Misión #11

- Dragoon

- Scarecrow

- Black Crow

- Stormtalon (secreto)

- Misión #12

- Windwalker

- Misión #13

- Wisakejak

- Misión #14

- Darkling

### Poderes
Los fantasmas del juego tienen diversos poderes, los cuales el jugador puede utilizar para distintos fines.

Al usar un poder, se consume parte del plasma, aunque sólo mientras se esté usando ese poder. Determinados poderes (los más potentes) requieren más plasma, de modo que la lista de poderes está clasificada del 1 al 10 (siendo un poder de grado 1 el que menos plasma consume, y uno de grado 10 el que más), aunque no todos los fantasmas poseen 10 grados de poderes.

Por otro lado, asustar mortales aumenta los niveles de plasma disponible, pero este también va disminuyendo a medida que pasa el tiempo, por lo que se debe mantener un ritmo constante de actividades fantasmales.
Lista de poderes:

- Electricidad: Chispa, chisporroteo, funcionamiento extraño, desconcierto, subida.

- Luces: Se corta la luz, se funden los plomos, apagón.

- Malos olores: Olor persistente, hedor, fetidez sospechosa, olor asfixiante, náusea.

- Sustos: Susto breve, extraña visión, escondite, persecución, sorpresa espectral, miedo encarnado, cacería.

- Parásitos: Nube dispersa, nube densa, ataque de nube, legión.

- Tierra: Trepadoras, enredaderas, temblor, terremoto, tragar, enterrado vivo, prisión arbórea.

- Temperatura: Frío, helado, escarcha, sudor, horno, infierno, hoguera.

- Sonidos: Cañerías, chillido, cacofonía, lamento, canción de lamento, risas, sonido del viento.

- Clima/Atmósfera: Vientos, ráfaga, tempestad, huracán, trueno, trueno lejano, lluvia.

- Atracciones: Intriga, voz de otro mundo, imagen hipnótica, fascinación, canto de sirena, obsesión.

- Locuras: Risas, gemido, sonido del viento, manía, psicosis.

- Levitaciones: Erección sobrenatural, movimiento de objetos, kinnesia, tormenta TK.

- Otros: Mareo, goteras, inundación, sangre, sangre goteante, carnicería, antorcha humana, bolas de fuego, multiforma, aspecto repugnante, aspecto aborrecible, a por uvas, gamusinos.

- Nervios: Florecillas y amor, nervios, un mar de nervios, pisadas.
- Otros sustos: Temor, pavor, anestesia, dominación, petrificar, susto de muerte, danza macabra.
- Suerte: Suerte, racha de suerte, gafe.
- Parálisis: Toque glacial, ¡Congelación!, parálisis, tragar.
- Evitar que los mortales huyan: Lentitud, sosiego.
- Posesiones: Posesión.
- Fobias y sueños: Sueño, sosiego, sonambulismo, delirio, demonio ensueño, fobia, aura, aureola, mostrar miedos.
- Regalos: Regalo etéreo, regalo troyano.

## Secuela
La hipotética secuela del juego (Ghost Master 2) jamás fue realizada, pese al éxito de Ghost Master y a las peticiones de los fanes.

Empire Interactive quebró en 2009, por lo que desde ese momento la idea de una secuela desapareció definitivamente.
Actualmente, un equipo independiente está desarrollando una secuela en Unreal Engine 4, y cuenta con la aprobación de Strategy First (propietarios de los derechos).

Véase los enlaces de abajo.